# Christian Tiffert
Christian Tiffert (Halle an der Saale, 18 de fevereiro de 1982) é um futebolista alemão que atua como meio-campista.[carece de fontes?]

## Carreira
Tendo iniciado sua carreira no futebol aos doze anos, defendendo a pequena equipe local de sua cidade, o Hallescher, passou a ganhar mais destaque no cenário nacional quando se transferiu para o Tennis Borussia Berlin, após quatro anos defendendo o Hallescher. No Borussia, apenas uma temporada após sua chegada, já frequentava a equipe principal do clube.[carece de fontes?] Ao longo da disputa da segunda divisão, foram apenas oito partidas e dois gols,[carece de fontes?] mas o suficiente para garantir uma transferência para o tradicional Stuttgart.[carece de fontes?]
Em sua primeira temporada em seu novo clube, disputou apenas dez partidas,[carece de fontes?] marcando uma vez. Porém, a partir da segunda, se tornou titular da equipe e, um dos principais nomes, até deixar o clube, após seis temporadas,[carece de fontes?] com destino o Red Bull Salzburg,[carece de fontes?] que pagou 1,3 milhão de euros por seu passe.
No futebol austríaco, porém, mesmo sendo treinado novamente por Giovanni Trapattoni (que fora seu treinador na temporada passada, no Stuttgart), não permaneceu mais que uma temporada,[carece de fontes?] onde conquistou seu primeiro título como profissional, o campeonato austríaco. Ao mesmo tempo, para sua infelicidade, sua antiga equipe, o Stuttgart, conquistava ao mesmo tempo o título alemão.
Retornou então, ao futebol alemão,[carece de fontes?] assinando um contrato de três temporadas com o pequeno Duisburg.[carece de fontes?] Seu retorno porém, acabou não sendo como esperado, tendo seu clube sido rebaixado. Mesmo com o rebaixamento, continuou no clube, mas ficando fora de várias partidas por conta do então treinador Rudi Bommer.[carece de fontes?] Já na terceira, não teve problemas, sendo importante para a equipe, marcando quatro vezes em 32 partidas.[carece de fontes?] Por conta de seu desempenho em sua última temporada, foi contratado pelo tradicional Kaiserslautern,[carece de fontes?] que retornara da segunda divisão com o título.
Em sua primeira temporada no novo clube, se tornou um dos destaques do futebol alemão na temporada 2010/11, com seus dois tentos em 33 partidas,[carece de fontes?] mas principalmente por suas incriveis dezessete assistências no campeonato. Tendo disputado mais quatro partidas pela Copa da Alemanha,[carece de fontes?] particiou também de mais três gols, terminando a temporada como o quinto jogador com mais assistências no futebol europeu. Posteriormente, também foi considerado o melhor jogador do clube na temporada. Já em sua segunda temporada, se tornou o capitão da equipe, após a saída de Srđan Lakić.
Em 27 de julho de 2012, Tiffert assinou com o Seattle Sounders FC. Foi dispensado em 2 de março de 2013.